# 乔治·希尔 (篮球运动员)
小喬治·杰西·希爾（英語：George Jesse Hill, Jr.，1986年5月4日—），美國職業籃球運動員，於聖安東尼奧馬刺出道，現效力於NBA印第安那溜馬，司職控球後衛。

## 早年
喬治·希爾在印第安納州的印第安納波利斯出生長大，他從小崇拜著像麥可·喬丹、魔術強森和拉里·伯德這樣的球員，並夢想著有一天能在NBA打球。希爾高中就讀家鄉本地的Broad Ripple High School，在那裡他成為印第安納州頂尖高中生之一，與格雷格·歐登、邁克·康利、埃里克·戈登、考特尼·李、羅德尼·卡尼及喬什·麥克羅伯茨等人被稱為當地的籃球七傑。
希爾在高三那一年，場均可以得到36.2分，這是印第安納州高中體育協會歷史上第五高的單賽季平均水平。

## 大學生涯
希爾高中畢業時得到來自天普大學和印第安納大學在內的幾所大學提供獎學金，但他最後選擇了IUPUI，目的是希望留在他生病的曾祖父Gilbert Edison身邊。然而就在他選擇就讀IUPUI幾個月後，他的曾祖父便去世了，從來沒有機會看到希爾在大學裡打球。希爾也遵循曾祖父的教導“永遠做一個忠誠的人”，所以希爾仍然拒絕了其他優惠的提案並留在IUPUI。
希爾在他大二那一年，帶領IUPUI美洲虎隊取得了校史最佳戰績。大三那年由於受傷迫使希爾暫停參與比賽，希爾在下個賽季回歸並再次帶領美洲虎隊取得了創紀錄的26勝，並打進山頂聯盟錦標賽決賽但輸給了當屆冠軍Oral Roberts University，因此失去了晉級NCAA錦標賽的機會。若不計算希爾在2006-07賽季的傷病缺賽，在IUPUI的三個賽季中，美洲虎隊的戰績為61勝30負。
喬治·希爾最終以總得分1619分排名IUPUI校史第五，同時成為IUPUI第一個提前投入選秀的球員和山頂聯盟第一個在NBA選秀首輪就被選中的球員。

### 大學生涯統計
| 年份     | 所屬球隊 | 出賽場次 | 先發出賽 | 上場時間 | 投籃命中率 | 3分命中率 | 罰球命中率 | 籃板 | 助攻 | 抄截 | 阻攻 | 場均得分 |
| -------- | -------- | -------- | -------- | -------- | ---------- | --------- | ---------- | ---- | ---- | ---- | ---- | -------- |
| 2004-05  | IUPUI    | 29       | 21       | 28.4     | 52.3%      | 41.2%     | 70.9%      | 4.5  | 2.2  | 1.4  | 0.2  | 10.7     |
| 2005-06  | IUPUI    | 29       | 29       | 35.1     | 51.8%      | 32.0%     | 79.8%      | 6.0  | 3.6  | 1.7  | 0.3  | 18.9     |
| 2006-07  | IUPUI    | 5        | 5        | 28.4     | 50.9%      | 30.8%     | 65.2%      | 5.4  | 2.0  | 1.6  | 0.0  | 14.6     |
| 2007-08  | IUPUI    | 32       | 32       | 36.8     | 54.5%      | 45.0%     | 81.2%      | 6.8  | 4.3  | 1.8  | 0.4  | 21.5     |
| 大學生涯 | 大學生涯 | 95       | 87       | 33.3     | 52.9%      | 40.4%     | 78.5%      | 5.8  | 3.3  | 1.6  | 0.3  | 17.0     |

## NBA生涯

### NBA選秀
喬治·希爾雖然還有一年打NCAA的資格，但他決定提前投入2008年NBA選秀，但起初希爾選秀的預測順位並不理想，而他也表示有心理準備回大學打完最後一年，在選秀會前幾個月希爾參加了多個球隊的試訓，在奧蘭多的訓練營中希爾留下令人印象深刻的表現，也開始受到關注並被認為有機會在第二輪中被選中，最終在選秀會中聖安東尼奧馬刺打破外界預想在首輪第26順位選中了喬治·希爾而沒有選擇堪薩斯大學的馬里奧·查爾莫斯。

### 聖安東尼奧馬刺 (2008–2011)
08-09賽季
2008年9月23日，馬刺隊與希爾簽下了一份標準新秀合同，該合同保證了前兩年，並在接下來的兩年中包括一個球隊選項。希爾因手指受傷錯過了賽季前兩場比賽，在11月4日與達拉斯小牛隊的賽事中首次登場，並且得到11分1次抄截和1次助攻。原先希爾主要擔任東尼·帕克的替補，而因為帕克季初受傷，而得到先發的機會。在帕克和馬努·吉諾比利歸隊後希爾的上場時間也相對減少，最後以場均5.7分、2.1個籃板和1.8次助攻結束了新秀球季。
09-10賽季
在休賽季裡乔治·希尔致力於訓練控球技巧與強化三分投射能力，這些努力也在新賽季裡得到巨大的回報，在東尼·帕克受傷病困擾期間希爾做為球隊先發主控出賽了43場比賽，上場時間從16.5分鐘增加到29分鐘，場均得分也增加了一倍多，投籃命中率提高了7.5個百分點，三分命中率提高了7.9個百分點，賽季結束後希爾在NBA最佳進步球員的評選中得到了第二名。
2010年4月1日對陣休斯敦火箭隊的主場比賽中希爾取得了職業生涯新高的30分、5次抄截和7次助攻。
希爾在季後賽首輪面對達拉斯小牛的系列賽裡稱職扮演先發控球，場均繳出14.3分、3.8籃板、1.1抄截，且在系列賽第四戰，馬刺GDP連線合計僅34投9中的戰況中拿下個人季後賽新高的29分帶領球隊取勝，幫助馬刺以總比分4：2淘汰小牛，但在西區半決賽裡遭到鳳凰城太陽橫掃出局。
10-11賽季
在東尼·帕克健康無虞的情況下，希爾重新回到替補後衛的定位，但希爾的各項數據沒有呈現下滑的跡象，甚至以場均11.6分為球隊提供穩定的板凳火力，幫助球隊成為西區第一種子，但卻在季後賽首輪遭到灰熊隊上演老八傳奇。
2011年3月28日，對陣曼菲斯灰熊隊的比賽中希爾板凳出賽32分鐘，投籃12投9中，得到平個人生涯最高得分的30分。
2011年6月24日，2011年NBA選秀當天希爾被馬刺球團交易到印第安納溜馬換取首輪第15順位的新秀科懷·雷納德。

### 印第安納溜馬 (2011–2016)
11-12賽季
希爾在溜馬的第一個賽季主要擔任达伦·科里森的替補，季中希爾因腳踝傷是缺席了12場比賽，季末科里森因傷缺賽希爾則成為球隊先發直到賽後賽終了，即使科里森傷癒回歸也未動搖希爾的先發位置。希爾本賽季場均得分9.6分，投籃命中率為44.2%。
季後賽首輪面對奧蘭多魔術的系列賽中，希爾五場比賽皆得分上雙，幫助球隊晉級，在東區半決賽面對邁阿密熱火的系列賽裡，在第三戰希爾取得20分和5助攻幫助溜馬以總比分2：1領先，但那之後熱火連贏三場將溜馬淘汰。
12-13賽季
希爾與溜馬隊簽定了一份為期五年，價值4000萬美元的合約。
本賽季可以說是希爾做為先發主控的第一個完整賽季，希爾出賽76場全都是先發出賽，最終繳出14.2分、4.7助攻和3.7籃板成為溜馬隊陣中的第三得分手，僅次於保羅·喬治和大衛·韋斯特，並幫助球隊打入東區冠軍賽最終敗給了衛冕冠軍邁阿密熱火。
13-14賽季
本賽季在兩名隊友保羅·喬治、蘭斯·史蒂芬森表現大躍進要的狀況下，希爾的場上表現與球權受到壓縮使得各項數據略有下滑。而在季後賽裡溜馬隊則是連續兩年在分區決賽敗給了熱火隊。
希爾在2014年2月7日對主場對陣波特蘭拓荒者的比賽打出生涯最佳表現，包括生涯新高的單場37分外帶9籃板、8助攻和2抄截，以及正規時間終了前一記追平比數的三分球。
14-15賽季
開季受到左膝傷勢困擾錯過了25場的賽事，希爾在2014年12月23日對陣新奥尔良鹈鹕的比賽復出，替補出賽21分鐘取得15分、4籃板、3助攻和1抄截，幫助球隊取勝。在陣中主將保羅·喬治因傷幾乎整季缺賽的情況下，希爾本季出賽43場繳出16.1分、5.1助攻和4.2籃板，且場均得分與助攻皆領先全隊，同時在希爾出場的賽事裡溜馬隊取得了26勝17敗，可惜溜馬本季最終以38勝44敗的戰績無緣季後賽，這也是喬治·希爾生涯首次缺席季後賽。
2015年2月27日，主場對陣克里夫蘭騎士的比賽中，希爾獲得15分、10籃板和12助攻達成了生涯首次的大三元並帶領球隊獲勝。

15-16賽季
在球隊一哥保羅·喬治持續成長加上與新隊友蒙塔·艾利斯的角色重疊，身為主控的希爾反成第三持球者，這使得希爾的發揮受到限制，比賽表現顯得平淡，本季各項數據皆呈現小幅下滑，季後賽首輪與東區第二種子多倫多暴龍纏鬥七場後遭淘汰。
賽季結束後，希爾被溜馬隊交易到了猶他爵士，這也讓身為家鄉球員的希爾感到意外。

### 猶他爵士 (2016–2017)
16-17賽季
希爾來到猶他爵士在場上獲得了很大的發揮空間，雖然因為傷勢困擾希爾本季只出賽49場也不影響他亮眼的表現，且在10月31日至11月6日當周，以20.4分、5.5助攻帶領爵士取得3勝1敗，生涯首次獲選為NBA西區單周最佳球員，最終賽季繳出場均16.9分、4.2助攻、3.4籃板以及投籃命中率4成7、三分命中率4成03，各項數據皆可算是個人生涯最佳水準的表現，也幫助球隊取得51勝31敗的戰績，以西區第五種子躋身季後賽，這是爵士隊睽違三季首度重返季後賽，在首輪系列賽中希爾為球隊擊敗洛杉磯快艇的7場比賽中，貢獻了16.8分、3.7助攻、4.1籃板的穩定表現，但在西區半決賽對決金州勇士的系列賽第一戰中受傷後便沒有再出賽，爵士也遭到勇士橫掃出局。
2017年3月3日，希爾以賽季新高34分，帶領球隊在主場以 112-97 擊敗布魯克林籃網。
賽季結束後，希爾成為自由球員，即便賽季出賽率不高，但其出色的表現依舊引發不少球隊的興趣，最終在2017年7月11日正式以三年5700萬美元加盟沙加緬度國王。

### 沙加緬度國王 (2017–2018)
17-18賽季
希爾加盟重建中的國王隊，並沒有成為球隊的核心，在球團方針主力培養新秀德阿隆·福克斯的原因，希爾多以2號出賽搭配福克斯，而在此希爾的場均被壓縮到26.6分鐘是新秀賽季以來的新低，且由於球隊戰績不佳、希爾發揮有限、新秀福克斯表現出色等原因，希爾對於球隊的重要性不在，最終在季中希爾被交易到了克里夫蘭騎士。

### 克里夫蘭騎士 (2018)
騎士球團相中希爾的防守、三分能力及豐富的季後賽經驗，引進希爾期望他能成為球隊奪冠的重要拼圖，但希爾來到克里夫蘭表現一般，例行賽出賽24場表現與在國王隊時沒有太大的差別，而在季後賽則隨隊一路晉級至NBA總決賽最終敗給了金州勇士。

### 密爾瓦基公鹿 (2018–2020)
克里夫蘭骑士将喬治·希爾、山姆·德克爾送到密爾瓦基公鹿，换回了馬修·德拉維多瓦、約翰·亨森、2021一个首輪選秀籤以及一个次輪選秀籤。

### 奧克拉荷馬市雷霆 (2020–2021)
2020年11月24日，希尔被交易到俄克拉荷马城雷霆。

### 費城76人 (2021)
2021年3月25日，希爾被交易到費城76人。

### 密爾瓦基公鹿 (2021–2023)
2021年月日，希爾以一份為期2年、價值800萬美元的合約回到密爾瓦基公鹿。

### 印第安納溜馬 (2023–至今)
2023年2月9日，希爾在布魯克林籃網和密爾瓦基公鹿的三隊交易中被交易到印第安那溜馬。

## NBA 生涯數據
| 粗體 | 生涯最高 |

### 例行賽
| 賽季     | 球隊     | GP  | GS  | MPG  | FG%  | 3P%   | FT%  | RPG | APG | SPG | BPG | PPG  |
| -------- | -------- | --- | --- | ---- | ---- | ----- | ---- | --- | --- | --- | --- | ---- |
| 2008–09  | SAS      | 77  | 7   | 16.5 | .403 | .329  | .781 | 2.1 | 1.8 | .6  | .3  | 5.7  |
| 2009–10  | SAS      | 78  | 43  | 29.2 | .478 | .399  | .772 | 2.6 | 2.9 | .9  | .3  | 12.4 |
| 2010–11  | SAS      | 76  | 5   | 28.3 | .453 | .377  | .863 | 2.6 | 2.5 | .9  | .3  | 11.6 |
| 2011–12  | IND      | 50  | 9   | 25.5 | .442 | .367  | .778 | 3.0 | 2.9 | .8  | .3  | 9.6  |
| 2012–13  | IND      | 76  | 76  | 34.5 | .443 | .368  | .817 | 3.7 | 4.7 | 1.1 | .3  | 14.2 |
| 2013–14  | IND      | 76  | 76  | 32.0 | .442 | .365  | .807 | 3.7 | 3.5 | 1.0 | .3  | 10.3 |
| 2014–15  | IND      | 43  | 36  | 29.5 | .477 | .358  | .790 | 4.2 | 5.1 | 1.0 | .3  | 16.1 |
| 2015–16  | IND      | 74  | 73  | 34.1 | .441 | .406  | .760 | 4.0 | 3.5 | 1.1 | .2  | 12.1 |
| 2016–17  | UTA      | 49  | 49  | 31.5 | .477 | .403  | .801 | 3.4 | 4.2 | 1.0 | .2  | 16.9 |
| 2017–18  | SAC      | 43  | 36  | 26.6 | .469 | .453  | .778 | 2.7 | 2.8 | .9  | .3  | 10.3 |
| 2017–18  | CLE      | 24  | 24  | 27.9 | .444 | .351  | .805 | 2.7 | 2.8 | .9  | .6  | 9.4  |
| 2018–19  | CLE      | 13  | 13  | 26.5 | .514 | .464  | .850 | 2.1 | 2.8 | .9  | .1  | 10.8 |
| 2018–19  | MIL      | 47  | 0   | 20.4 | .428 | .280  | .815 | 2.6 | 2.1 | .9  | .1  | 6.8  |
| 2019–20  | MIL      | 59  | 2   | 21.5 | .516 | .460* | .842 | 3.0 | 3.1 | .8  | .1  | 9.4  |
| 2020–21  | OKC      | 14  | 14  | 26.4 | .508 | .386  | .840 | 2.1 | 3.1 | .9  | .1  | 11.8 |
| 2020–21  | PHI      | 16  | 3   | 18.9 | .442 | .391  | .760 | 2.0 | 1.9 | .7  | .2  | 6.0  |
| 2021–22  | MIL      | 54  | 17  | 23.2 | .429 | .306  | .919 | 2.9 | 2.2 | .8  | .1  | 6.2  |
| 2022–23  | MIL      | 35  | 0   | 19.1 | .447 | .311  | .739 | 1.9 | 2.5 | .5  | .1  | 5.0  |
| 職業生涯 | 職業生涯 | 904 | 483 | 26.9 | .456 | .379  | .805 | 3.0 | 3.1 | .9  | .3  | 10.5 |

### 季後賽
| 賽季     | 球隊     | GP  | GS | MPG  | FG%  | 3P%  | FT%   | RPG | APG | SPG | BPG | PPG  |
| -------- | -------- | --- | -- | ---- | ---- | ---- | ----- | --- | --- | --- | --- | ---- |
| 2009     | SAS      | 4   | 0  | 19.0 | .333 | .375 | .857  | 2.0 | .5  | .5  | .3  | 5.8  |
| 2010     | SAS      | 10  | 8  | 34.4 | .451 | .379 | .838  | 3.1 | .7  | 1.0 | .2  | 13.4 |
| 2011     | SAS      | 6   | 1  | 31.5 | .400 | .267 | .867  | 5.0 | 2.3 | 1.5 | .3  | 11.7 |
| 2012     | IND      | 11  | 11 | 31.5 | .448 | .375 | .848  | 2.3 | 2.9 | 1.2 | .3  | 13.5 |
| 2013     | IND      | 18  | 18 | 38.1 | .401 | .358 | .829  | 3.7 | 4.3 | 1.2 | .2  | 14.6 |
| 2014     | IND      | 19  | 19 | 36.2 | .444 | .364 | .721  | 3.7 | 3.0 | 1.2 | .2  | 12.1 |
| 2016     | IND      | 7   | 7  | 33.6 | .561 | .481 | .818  | 2.7 | 2.1 | .9  | .1  | 13.6 |
| 2017     | UTA      | 8   | 8  | 35.1 | .469 | .387 | .724  | 4.1 | 3.6 | .3  | .1  | 15.6 |
| 2018     | CLE      | 19  | 18 | 29.3 | .450 | .314 | .774  | 2.2 | 2.2 | .5  | .4  | 9.2  |
| 2019     | MIL      | 15  | 0  | 26.3 | .534 | .417 | .818  | 3.5 | 2.8 | .9  | .3  | 11.5 |
| 2020     | MIL      | 10  | 1  | 26.8 | .478 | .357 | .808  | 2.4 | 3.1 | .6  | .0  | 9.5  |
| 2021     | PHI      | 12  | 0  | 17.1 | .442 | .421 | .769  | 1.3 | 1.5 | .7  | .3  | 4.7  |
| 2022     | MIL      | 5   | 0  | 15.3 | .200 | .500 | 1.000 | 1.2 | .6  | .0  | .0  | 1.0  |
| 職業生涯 | 職業生涯 | 144 | 91 | 30.2 | .452 | .372 | .802  | 3.0 | 2.6 | .9  | .2  | 11.1 |

## 趣聞
希爾曾經跳下冰冷的湖中救下時任印第安納溜馬隊友保羅·喬治遇溺的狗。

## 外部連結
- 喬治·希爾的球員資料—奇摩運動 （页面存档备份，存于）
- 喬治·希爾的球員資料—NBA.com （页面存档备份，存于）（英文）